# Martres-de-Rivière
Martres-de-Rivière è un comune francese di 373 abitanti situato nel dipartimento dell'Alta Garonna nella regione dell'Occitania.

## Società

### Evoluzione demografica
Abitanti censiti